# مايك وليامز (لاعب كرة قدم)
مايك وليامز (بالإنجليزية: Mike Williams)‏ (31 ديسمبر 1965 في المملكة المتحدة - ) هو لاعب كرة قدم بريطاني في مركز الدفاع. شارك مع منتخب ويلز تحت 19 سنة لكرة القدم. أما مع النوادي، فقد لعب مع نادي ريكسهام ونادي تشستر سيتي.